# Temple Tower
Temple Tower è un film del 1930 diretto da Donald Gallaher. La sceneggiatura si basa su Temple Tower, romanzo di H. C. "Sapper" McNeile pubblicato nel 1929 appartenente a una serie dedicata al personaggio di Bulldog Drummond.

## Trama
Bulldog Drummond si prefigge di portare alla cattura gli appartenenti a una banda di ladri che, capitanata da tale Blackton, ha come base il suo quartiere. Blackton assume come segretaria Patricia Verney uccidendole però lo zio al fine di impadronirsi di alcuni preziosi smeraldi. Drummond riesce però a mettere il bandito con le spalle al muro, riuscendo ad affidare alla giustizia tutta la banda di criminali.

## Produzione
Il film venne prodotto dalla Fox Film Corporation.

### Il personaggio
Il personaggio di Bulldog Drummond è il protagonista di una serie di romanzi pubblicati in Gran Bretagna dal 1920 al 1954. Creato da Sapper, pseudonimo di Herman Cyril McNeile (1888–1937), Bulldog Drummond - un ex ufficiale britannico che dopo la prima guerra mondiale diventa detective - è stato portato numerose volte sullo schermo, interpretato, tra gli altri, da Ronald Colman, Ralph Richardson, Ray Milland e Walter Pidgeon.

## Distribuzione
Il copyright del film, richiesto dalla Fox Film Corp., fu registrato il 16 marzo 1930 con il numero LP1196.
Presentato da William Fox, il film fu distribuito sul mercato statunitense il 13 aprile 1930. In Danimarca, prese il titolo Bulldog Drummonds sidste Bedrift.